# Joaquim José Coelho Mendes
Joaquim José Coelho Mendes (Angra do Heroísmo, 12 de junho de 1861 — Angra do Heroísmo, 7 de dezembro de 1890) foi um poeta, jornalista, escritor e publicista que deixou vasta obra dispersa por jornais e almanaques editados na ilha Terceira.

## Biografia
Nasceu em Angra do Heroísmo, filho de Joaquim José Coelho e de Maria de São Pedro Coelho Mendes. Concluiu o ensino secundário no Liceu de Angra, tendo partido para o Brasil em 1887, onde viveu dois anos. No regresso, adoeceu com tuberculose e partiu para a ilha da Madeira com o objectivo de tentar a cura. Ali casou, regressando à terra natal.
A sua colaboração nos jornais açorianos encontra-se dispersa pelo Atlheta, O Imparcial, A Evolução, Diário de Notícias, Açoriano Oriental e Domingo. Foi director de O Popular (Angra do Heroísmo) e redactor dos periódicos angrenses Aurora Angrense, Operário e Fraternidade Artística. No jornal A Terceira foi autor de várias biografias, e poesias. Os seus trabalhos biográficos tê-lo-ão levado a escrever também sobre a história literária dos Açores, que principiou a coligir e a publicar em folhetins no jornal A Terceira, publicações essas que se estenderam de 1886 a 1888.
Foi membro da Sociedade de Astronomia de França e sócio correspondente da Sociedade de Geografia de Lisboa. Faleceu em Angra, a 9 de dezembro de 1890, vítima de tuberculose.

## Obras principais
Para além de vasta produção em prosa e verso dispersa por múltiplos periódicos, é autor das seguintes obras:
- Flores Agrestes (poesia). Funchal, Typ. Popular, 1884.
- Crisálidas (poesia). Angra do Heroísmo, 1885.
- O profeta. Angra do Heroísmo, 1885.
- Do berço ao túmulo (sonetos). Angra do Heroísmo, 1887.